# イエティ (バンド)
イエティ（Yeti）は、元ザ・リバティーンズのベーシストであるジョン・ハッサールが2004年に結成したイギリスのロック・バンド。北部ロンドンを拠点に活動。

## 略歴

### 結成、シングル・リリース
ジョン・ハッサールは、ブレンダン・カージー、アンドリュー・デイアン、マーク・"ハーモニー"・アンダーウッドらと共通の友人を通して知り合い、そこに募集広告に連絡してきたグラハム・ブラコウが加わりラインナップが揃った。
2005年3月、デビュー・シングル「Never Lose Your Sense Of Wonder」をリリースし、全英36位を記録。『NME』の「シングル・オブ・ザ・ウィーク」に選ばれた。2005年8月29日、「Keep Pushin' On」をモシモシ・レコーズからリリースし、全英57位を記録した。この頃には、『ヴォーグ』などの雑誌でも紹介されている。
2005年12月、「Noise and Confusion 05」（ミレニアム・スタジアム）に出演。オアシス、フー・ファイターズのオープニングを務めた。続いて2006年2月、オアシスのヨーロッパ・ツアーのサポートを行った。
2006年10月、限定版EP『One Eye on the Banquet』をリリース。

### アルバム・リリース
2007年初頭、カージーが脱退、メンバーを補充せず、ハッサールがベースを引き継いだ。
コンピレーション・アルバム『ユメ』を2007年8月29日に日本のレーベルからリリース。『ユメ』リリース・ツアーを2007年9月に東京、福岡、京都、札幌、横浜で行う。アルバムはHMV洋楽チャートで3位となった。
2008年5月、シングル「Don't Go Back To The One You Love」をリリース。6月、ファースト・アルバム『ザ・レジェンド・オブ・イエティ・ゴンザレス』を自己資金のレーベルからリリース。プレスからの注目は低かったにもかかわらず、『NME』や「デイリー・ミラー」紙から好意的なレビューを受けた。
2008年10月、日本盤『ザ・レジェンド・オブ・イエティ・ゴンザレス』の発売に伴い、日本公演を横浜、大阪、東京で行った。また、タワーレコード池袋店でインストアライブを行っている。その後、2009年末までに解散状態となった。

## 音楽性
バンドはハッサールがメイン・ソングライターとして始まったが、すぐにハーモニーも曲を書き始め、デイアンもいくつか曲を書いている。評論家にイエティのサウンドは初期ビートルズ、ラーズ、キンクス、バーズ、ザ・コーラル、ゾンビーズ、ラヴ、初期ザ・リバティーンズ（ラフ・トレード契約前）に似ているものと捉えられている。メンバーが共通して好きなバンドはラトルズ。

## メンバー

### 最終ラインナップ
- ジョン・ハッサール  (John Hassall) - ベース、ボーカル
- マーク・"ハーモニー"・アンダーウッド (Mark "Harmony" Underwood) - アコースティック・ギター、ボーカル

カール・バラーの元ルームメイト。『オペラ座の怪人』のファンで演劇の学校に通っていた。
- アンドリュー・デイアン (Andrew Deian) - エレクトリックギター、ボーカル

元CCRのフロントマンであるジョン・フォガティのファン。
- グラハム・ブラコウ (Graham Blacow) - ドラム

### 旧メンバー
- ブレンダン・カージー (Brendan Kersey) - ベース

## ディスコグラフィ

### アルバム
- 『ザ・レジェンド・オブ・イエティ・ゴンザレス』 - The Legend Of Yeti Gonzales（2008年、Get Up & Go)

### コンピレーション・アルバム
- 『ユメ』 - Yume!（2007年、Vinyl Junkie)[3]

### EP
- One Eye on the Banquet（2006年）

### シングル
| 発売年 | タイトル                                          | 全英 |
| ------ | ------------------------------------------------- | ---- |
| 2005年 | "Never Lose Your Sense Of Wonder" (モシモシ)      | 36   |
| 2005年 | "Keep Pushin' On" (モシモシ)                      | 57   |
| 2008年 | "Don't Go Back To The One You Love" (Get Up & Go) | -    |